# Quận Wilcox, Georgia
Quận Wilcox là một quận trong tiểu bang Georgia, Hoa Kỳ. Quận lỵ đóng ở thành phố Abbeville 6. Theo điều tra dân số năm 2000 của Cục điều tra dân số Hoa Kỳ, quận có dân số 8577 người 2. Năm 2007, dân số là 8613 người.